# Gran Premio di Francia 2021
Il Gran Premio di Francia 2021 è stata la settima prova della stagione 2021 del campionato mondiale di Formula 1. La gara si è corsa domenica 20 giugno sul circuito Paul Ricard di Le Castellet ed è stata vinta dall'olandese Max Verstappen su Red Bull Racing-Honda, al tredicesimo successo in carriera; Verstappen ha preceduto all'arrivo il britannico Lewis Hamilton su Mercedes e il suo compagno di squadra, il messicano Sergio Pérez.
Verstappen ha colto il primo hat trick della sua carriera nel mondiale di Formula 1, conquistando vittoria, pole position e giro veloce.

## Vigilia

### Sviluppi futuri
La Federazione annuncia che analizzerà l'episodio che ha visto protagonisti i due piloti della Haas Nikita Mazepin e Mick Schumacher nelle ultime fasi del precedente Gran Premio d'Azerbaigian. Durante l'ultimo giro nel lungo rettilineo il tedesco ha beffato il russo in volata, ma incolpando il compagno di scuderia di averlo quasi fatto schiantare contro il muro a oltre 300 km/h, nel tentativo di impedire il sorpasso. Secondo il direttore di gara Michael Masi l'episodio ha un precedente simile avvenuto in occasione del Gran Premio d'Ungheria 2010 dove Michael Schumacher cercò in ogni modo di difendere la posizione sul rettilineo principale da Rubens Barrichello. Per farlo si spostò con estrema decisione verso destra, in direzione del muro, quando il rivale brasiliano aveva già iniziato la sua manovra.
La Ferrari ufficializza Benedetto Vigna quale nuovo amministratore delegato della scuderia. Il ruolo diventa effettivo il 1º settembre. Vigna proviene dall'azienda STMicroelectronics (ST) dove attualmente è responsabile del gruppo analogici, MEMS (Micro-electromechanical Systems) e sensori. È inoltre membro del comitato esecutivo del gruppo ST. I tecnici della scuderia di Maranello, inoltre, annunciano l'interruzione dello sviluppo della SF21 per questa stagione, concentrando l'attenzione al 2022.
La Williams annuncia che Jost Capito, attuale amministratore delegato della scuderia, è il nuovo team principal al posto di Simon Roberts. François-Xavier Demaison, direttore tecnico della squadra, assume ora la responsabilità delle operazioni in pista.
Gli organizzatori del Gran Premio d'Olanda, in programma il successivo 5 settembre che segna il ritorno nel calendario del campionato mondiale di Formula 1 per la prima volta dalla stagione 1985, annunciano che il governo olandese ha approvato misure che alleggeriscono le restrizioni legate alla pandemia di COVID-19. Il circuito spera di ospitare 105 000 mila persone al giorno per il weekend.
Per il Gran Premio di Gran Bretagna, da corrersi il successivo 18 luglio, e dove sarà usato per la prima volta in stagione il format delle Qualifiche Sprint, il governo di Londra ha deciso di posticipare la fine di tutte le restrizioni legate alla pandemia di quattro settimane. Le limitazioni all'afflusso di pubblico per i grandi eventi sportivi, che sarebbero dovute terminare il 21 giugno, si protrarranno invece fino a lunedì 19 luglio, il giorno dopo la disputa della gara. L'obiettivo era quello di ospitare 140 000 mile persone al giorno, ma i limiti in vigore impongono un massimo di 10 000 persone per un evento all’aperto, o al 25% della capacità di una sede, se inferiore.
BWT, azienda austriaca attiva nel campo dei sistemi di trattamento dell'acqua, sponsor dell'ex scuderia Force India, poi rinominata in Racing Point, a sua volta in Aston Martin da questo campionato, dal 2017 al 2019, diviene title sponsor del Gran Premio di Stiria e del Gran Premio d'Austria in programma rispettivamente il 27 giugno e il 4 luglio.
Il pilota francese dell'Alpine Esteban Ocon rinnova il suo contratto con la scuderia fino alla stagione 2024.
L'Aston Martin annuncia Luca Furbatto quale nuovo Engineering Director, incarico che ricoprirà prima della stagione 2022. Furbatto riferirà direttamente ad Andrew Green, che andrà a occupare la nuova carica di Chief Technical Officer.

### Aspetti tecnici
Per questa gara la Pirelli, fornitrice unica degli pneumatici, porta gomme di mescola C2, C3 e C4, le tre mescole centrali della gamma.
La Federazione Internazionale dell'Automobile indica due zone sul tracciato, ove i piloti potranno utilizzare il Drag Reduction System: la prima tra le curve 7 e 8, con punto di determinazione del distacco fra i piloti posto prima della curva 7; la seconda sul rettifilo dei box, con il detection point posizionato alla curva 14 (Lac).
La Federazione rende noto che al termine della gara del precedente Gran Premio d'Azerbaigian, tra le prime dieci vetture classificate è stata sorteggiata l'Alpine di Fernando Alonso per le verifiche tecniche. Esse sono risultate essere conformi al regolamento tecnico.
La maggior parte della pista è stata riasfaltata, compresa l'entrata della pit lane. Le barriere che separano la corsia dei box e l'entrata della pit lane sono state estese di circa 15 metri.
La Honda fornisce una nuova power unit alla Red Bull Racing e alla Scuderia AlphaTauri. Il motorista nipponico non ha montato propulsori freschi nel precedente Gran Premio d'Azerbaigian per ottimizzare al massimo l'affidabilità e dare così la possibilità ai team clienti di sfruttare tutta la potenza a disposizione.
La Pirelli continua ad analizzare gli pneumatici scoppiati durante l'ultima gara a Baku sulle vetture di Lance Stroll e Max Verstappen. Le coperture incriminate non hanno mostrato difetti di fabbricazione, né sono state interessate da cedimento strutturale. Secondo il principale fornitore degli pneumatici, la causa dello scoppio delle gomme è stata causata dalla pressione, alterata rispetto alle indicazioni date dallo stesso fornitore per la corsa cittadina. Dall'anno prossimo si attende l’introduzione di una valvola gestita dalla FIA che sia in grado di monitorare la pressione delle gomme in tempo reale.
La Federazione annuncia l'arrivo di due direttive tecniche dove sarà specificato il passaggio del regolamento relativo al trattamento degli pneumatici. Il guasto che ha colpito l'olandese della Red Bull Racing sarebbe stato riconducibile ai protocolli di preparazione della gomma durante il weekend, in cui quest'ultime sono state sgonfiate per avere dei vantaggi di aderenza. Dai dati raccolti dalla Pirelli e dalla Federazione è emerso che non c'è stato alcun difetto di produzione o di qualità su nessuno degli pneumatici. La FIA ha introdotto una nuova direttiva tecnica che consentirà di fare dei controlli su dei treni a campione anche a posteriori. Una seconda direttiva, valida da questo Gran Premio, inasprisce i controlli sul rispetto delle pressioni minime prima del via. Se una macchina risulta non conforme ai valori minimi a tre minuti dalla partenza è costretta a partire dai box. Inoltre viene effettuato un controllo di pressione a freddo su tutti gli pneumatici utilizzati dai piloti che accedono in Q3 e delle misurazioni sulle temperature degli pneumatici ai box durante le qualifiche e la gara.
La Federazione stabilisce tre punti del tracciato dove i piloti sono costretti a rispettare i limiti di quest'ultimo. I punti in questione riguardano la curva 2, la curva 4 e la curva 8. Non percorrendo le curve correttamente i piloti sono costretti a seguire le indicazioni stabilite dal direttore di gara di passare alla destra o alla sinistra dei paletti posizionati nelle vie di fuga e quindi di rientrare in traiettoria in condizioni di sicurezza. Prima dell'inizio della terza sessione di prove libere la Federazione stabilisce anche la curva 6 dove rispettare i limiti della pista.
La Mercedes annuncia lo scambio del telaio delle vetture per questa gara tra Lewis Hamilton e Valtteri Bottas.
Prima dell'inizio della prima sessione di prove libere del venerdì sulle vetture di Max Verstappen, Sergio Pérez, Fernando Alonso, Esteban Ocon, e Pierre Gasly viene sostituito il motore a combustione interna, il turbocompressore, l'MGU-H e l'MGU-K, montando la seconda unità. In aggiunta, sulle vetture di Max Verstappen, Sergio Pérez e Pierre Gasly viene sostituito l'impianto di scarico, montando la terza unità. Sulle vetture di Valtteri Bottas, Charles Leclerc e Carlos Sainz Jr. viene sostituità l'unità di controllo elettronico, montando la seconda unità. In aggiunta, sulla vettura di Valtteri Bottas viene sostituito il sistema di recupero dell'energia, montando la seconda unità. Tutti i piloti non sono penalizzati sulla griglia di partenza in quanto tutti i nuovi componenti installati rientrano tra quelli sostituibili entro il numero massimo prestabilito.

### Aspetti sportivi
Il Gran Premio torna a fare parte del calendario mondiale di Formula 1, nella sua collocazione classica nel mese di giugno, dopo essere stato annullato nella stagione precedente a causa della pandemia di COVID-19. La gara era inizialmente in programma nella data del 27 giugno, ma il 14 maggio 2021, a causa delle restrizioni imposte dal Regno Unito ai viaggiatori provenienti dalla Turchia per via delle problematiche dettate dalla pandemia di COVID-19, la Federazione annuncia la posticipazione del Gran Premio di Turchia, anticipando il Gran Premio di Francia di una settimana e inserendo nella sua data originaria il Gran Premio di Stiria, che ha già debuttato nel campionato 2020, per rimpiazzare Gran Premi non disputati a causa della pandemia, con l'obiettivo di mantenere il numero record di 23 appuntamenti stagionali.
Il Gran Premio rappresenta la terza gara della stagione, dopo quella inaugurale corsa in Bahrein e la quinta gara del campionato corsa a Monte Carlo, che prevede la presenza degli spettatori sulle tribune. Gli organizzatori hanno trovato il modo per ospitare tre volte il numero di persone consentite dall'attuale protocollo contro la pandemia di COVID-19 diramato dal governo in Francia. L'impianto offre la possibilità di ospitare ben 15 000 spettatori, il numero più alto finora consentito ai tifosi per assistere a un Gran Premio di Formula 1 in questo campionato.
La McLaren chiede dei chiarimenti alla Federazione: il team di Woking si era lamentato per il comportamento tenuto dal pilota giapponese dell'AlphaTauri Yuki Tsunoda nel precedente Gran Premio a Baku durante la gara. Il pilota non avrebbe rallentato né alzato il piede dall'acceleratore durante il regime di doppie bandiere gialle. La questione è affrontata con i piloti prima del Gran Premio.
Da questa gara e per i restanti Gran Premi della stagione da correre in Europa, la Ferrari viene iscritta solo come "Scuderia Ferrari" senza il title sponsor Mission Winnow, in quanto percepito dalle legislazioni locali come una forma di pubblicità indiretta al tabacco. Il logo viene oscurato dal telaio della SF21 oltreché dalle tute di meccanici e piloti, come avvenuto per tutta la stagione 2020. Il logo fu oscurato anche durante alcune gare del campionato 2019, incluso il Gran Premio di Francia.
In questa stagione, il Gran Premio è sponsorizzato da Emirates.
A partire da questo Gran Premio la Honda cambia il marchio del suo motore adottando il nome Honda e:TECHNOLOGY. Tale denominazione è presente sulle livree di Red Bull Racing e AlphaTauri, scuderie spinte dal motore nipponico.
La Ferrari annuncia una nuova partnership con Amazon Web Services.
L'israeliano Roy Nissany prende il posto di George Russell alla Williams nel corso della prima sessione di prove libere del venerdì.
L'ex pilota di Formula 1 Yannick Dalmas è nominato quale commissario aggiunto per la gara. Ha già svolto in passato tale funzione, l'ultima nell'edizione precedente del Gran Premio corsa nel 2019. Per questo Gran Premio è la casa automobilistica inglese Aston Martin a fornire la safety car e la medical car.

## Prove

### Resoconto
La pista, nella prima sessione del venerdì, presenta poco grip, anche a causa dei recenti lavori di riasfaltatura. Ciò porta molti piloti a commettere errori di guida. Il migliore è Valtteri Bottas, che precede di oltre tre decimi il suo compagno di scuderia, Lewis Hamilton. Alle spalle del duo della Mercedes si sono piazzati i due piloti della Red Bull Racing. Max Verstappen ha anche danneggiato il fondo della sua monoposto, dopo un'escursione sui cordoli della pista. Dopo le due coppie di piloti si è classificato un pilota di casa, Esteban Ocon, con un tempo di otto decimi più alto di quello di Bottas.
Risulta in crisi la Ferrari, che con Leclerc ha ottenuto le ultime due pole position. Il monegasco è decimo, mentre Carlos Sainz Jr. ha rovinato il suo tentativo veloce, con un errore di guida. Anche Mick Schumacher è stato protagonista di un'imprecisione, che ha portato la sua vettura a toccare contro le barriere.
La Red Bull Racing è stata multata di 1 000 euro in quanto Sergio Pérez ha superato il limite di velocità stabilito nella corsia dei box.
Le temperature alte dell'asfalto (47 °C) rendono problematico per i piloti l'utilizzo delle gomme soft, anche se il miglior tempo della sessione pomeridiana del venerdì è ottenuto da Verstappen, proprio con questa mescola. Verstappen ha anche danneggiato l'ala anteriore, dopo essere passato sopra un cordolo. L'olandese ha preceduto, di pochi millesimi, Bottas. Il finlandese ha colto il suo miglior rilievo cronometrico con gomme medie, non riuscendo a migliorarsi, una volta montate le coperture più morbide. I primi due piloti della graduatoria sono anche gli unici ad avere chiuso con un tempo inferiore al minuto e trentatré.
Al terzo posto si è classificato Hamilton che, pur lamentandosi del bilanciamento della vettura, ha utilizzato gomme morbide per ottenere la sua prestazione più veloce. Alle spalle del britannico ha chiuso Fernando Alonso, davanti a Leclerc, e al duo francese Ocon-Gasly.
Al termine della seconda sessione di prove sulle vetture dei due piloti della Red Bull Racing, della McLaren, dell'Aston Martin, dell'Alpine, dell'Alfa Romeo Racing e della Williams, insieme alle vetture di Lewis Hamilton e Carlos Sainz Jr., vengono sostituite le trasmissioni. Nessun pilota è penalizzato in griglia di partenza in quanto i piloti, a eccezione di Russell che non ha terminato la precedente gara in Azerbaigian, hanno concluso sei Gran Premi consecutivi con la stessa trasmissione, come da regolamento.
Nella notte tra il venerdì e il sabato la McLaren, rispettando il limite di tempo stabilito dal regolamento, ha sfruttato, senza ricevere sanzioni, la prima delle due possibilità concesse per le operazioni da effettuare sulle vetture.
Verstappen si conferma quale pilota più rapido anche nella sessione del sabato, unico a scendere sotto il minuto e trentadue secondi. L'olandese chiude ben sette decimi meglio di Bottas, riuscendo a fare la differenza soprattutto nel terzo settore della pista. Verstappen sembra essere in grado di sfruttare al meglio le gomme morbide, che invece danno qualche problema di tenuta ai concorrenti.
Alle spalle del finlandese si piazzano Sainz Jr. e il compagno di scuderia di Verstappen, Pérez, che precedono Hamilton, quinto, ma staccato di quasi un secondo dal tempo di Verstappen.
Sono stati 10 i tempi cancellati ai piloti per avere oltrepassato i limiti della pista all'uscita della curva 6 durante la terza sessione di prove libere. Si sono visti cancellare il tempo Carlos Sainz Jr. e Yuki Tsunoda (due volte); Lando Norris, Pierre Gasly, Kimi Räikkönen, Max Verstappen, Antonio Giovinazzi e Nikita Mazepin (una volta).

### Risultati
Nella prima sessione del venerdì si è avuta questa situazione:
| Pos | Nº | Pilota          | Costruttore           | Tempo    | Gap    | Giri |
| --- | -- | --------------- | --------------------- | -------- | ------ | ---- |
| 1   | 77 | Valtteri Bottas | Mercedes              | 1'33"448 |        | 24   |
| 2   | 44 | Lewis Hamilton  | Mercedes              | 1'33"783 | +0"335 | 21   |
| 3   | 33 | Max Verstappen  | Red Bull Racing-Honda | 1'33"880 | +0"432 | 23   |

Nella seconda sessione del venerdì si è avuta questa situazione:
| Pos | Nº | Pilota          | Costruttore           | Tempo    | Gap    | Giri |
| --- | -- | --------------- | --------------------- | -------- | ------ | ---- |
| 1   | 33 | Max Verstappen  | Red Bull Racing-Honda | 1'32"872 |        | 21   |
| 2   | 77 | Valtteri Bottas | Mercedes              | 1'32"880 | +0"008 | 27   |
| 3   | 44 | Lewis Hamilton  | Mercedes              | 1'33"125 | +0"253 | 23   |

Nella sessione del sabato mattina si è avuta questa situazione:
| Pos | Nº | Pilota           | Costruttore           | Tempo    | Gap    | Giri |
| --- | -- | ---------------- | --------------------- | -------- | ------ | ---- |
| 1   | 33 | Max Verstappen   | Red Bull Racing-Honda | 1'31"300 |        | 11   |
| 2   | 77 | Valtteri Bottas  | Mercedes              | 1'32"047 | +0"747 | 14   |
| 3   | 55 | Carlos Sainz Jr. | Ferrari               | 1'32"195 | +0"895 | 17   |

## Qualifiche

### Resoconto
La sessione di qualifica viene quasi subito interrotta per un incidente che vede protagonista Yuki Tsunoda: il giapponese esce di pista alla prima curva, e fa colpire la sua AlphaTauri contro le barriere. La monoposto non è esteriormente molto danneggiata, ma un problema al cambio non consente al nipponico di proseguire nelle qualifiche. La sessione viene riavviata quando mancano ancora 14 minuti da completare.
Dopo che Pierre Gasly chiude in 1'31"898, viene battuto da Valtteri Bottas (1'31"669). Il tempo del finlandese non viene migliorato da Hamilton, ma solo dalle Red Bull Racing, con Max Verstappen che si porta a 1'31"001, precedendo Pérez, di mezzo secondo. Sconta dei problemi Charles Leclerc, che commette un errore nel suo primo tentativo, e solo nel secondo ottiene l'undicesimo tempo. Hamilton lima il distacco da Verstappen in due decimi, e scala secondo, così come Lando Norris, ora quinto.
La sessione viene nuovamente interrotta da un incidente, questa volta di Mick Schumacher. In questo caso il tempo rimasto non è più sufficiente, e quindi la Q1 viene, definitivamente, dichiarata conclusa. Vengono eliminati Nicholas Latifi, Kimi Räikkönen, Nikita Mazepin, Lance Stroll (che si era visto annullare il primo giro veloce, aveva commesso un errore nel secondo ed era stato costretto a interrompere il terzo per la bandiera rossa) e Tsunoda.
In Q2 Bottas segna il primo tempo di riferimento, battuto subito da Sainz Jr. (1'31"146), poi da Verstappen (1'31"080), e in seguito da Pérez. Il messicano è il primo pilota del weekend che riesce a scendere sotto il minuto a trentuno. Gasly sale al quinto posto, davanti Hamilton, Leclerc, Vettel, Ricciardo e Giovinazzi. Norris subisce, invece, l'annullamento del suo tempo, per avere superato i limiti della pista in curva 6. Poco dopo Hamilton marca la migliore prestazione (1'30"959); la sessione è comunque serrata, tanto che ci sono solo due decimi di distacco tra il settimo e il dodicesimo tempo. Il crono del britannico viene poi migliorato dal compagno di scuderia Bottas. Vengono eliminati Ocon, Vettel, Giovinazzi, Russell e Schumacher, che, di fatto, non ha preso parte alla Q2 a causa dei danni riportati dalla sua vettura in Q1.
Nella fase decisiva Gasly chiude il suo primo tentativo, ma il suo tempo è annullato. In seguito è il turno di Sainz Jr., che con 1'31"142, è nettamente davanti a Norris, Alonso, Leclerc e Ricciardo. L'arrivo delle Red Bull rivoluziona la graduatoria: Verstappen si pone al comando, con 1'30"325, mentre Pérez, staccato di mezzo secondo, resta alle spalle del compagno di team. Le Mercedes s'intercalano tra le vetture austriache: Hamilton è secondo, mentre Bottas è quarto.
Gasly ritenta la pista, e chiude con il quarto tempo. Il tracciato però migliora, e tutti i piloti abbassano i loro tempi. Sainz Jr. scala, temporaneamente terzo, mentre Leclerc è sesto. Verstappen ferma i cronometri su 1'29"990, staccando ancora di mezzo secondo Pérez. Il tempo del messicano è battuto sia da Hamilton che da Bottas. Verstappen conquista la sua quinta pole position in carriera nel mondiale di Formula 1.
L'Alfa Romeo Racing è stata multata di 200 euro dalla FIA in quanto Kimi Räikkönen ha superato la velocità stabilita dentro la corsia dei box.
Sono stati quattro i tempi cancellati ai piloti per avere oltrepassato i limiti della pista all'uscita della curva 6 durante le qualifiche. Si sono visti cancellare il tempo Pierre Gasly (due volte); Lance Stroll e Lando Norris (una volta).

### Risultati
Nella sessione di qualifica si è avuta questa situazione:
| Pos                         | Nº | Pilota             | Costruttore               | Q1          | Q2          | Q3       | Griglia |
| --------------------------- | -- | ------------------ | ------------------------- | ----------- | ----------- | -------- | ------- |
| 1                           | 33 | Max Verstappen     | Red Bull Racing-Honda     | 1'31"001    | 1'31"080    | 1'29"990 | 1       |
| 2                           | 44 | Lewis Hamilton     | Mercedes                  | 1'31"237    | 1'30"788    | 1'30"248 | 2       |
| 3                           | 77 | Valtteri Bottas    | Mercedes                  | 1'31"669    | 1'30"735    | 1'30"376 | 3       |
| 4                           | 11 | Sergio Pérez       | Red Bull Racing-Honda     | 1'31"560    | 1'30"971    | 1'30"445 | 4       |
| 5                           | 55 | Carlos Sainz Jr.   | Ferrari                   | 1'32"079    | 1'31"146    | 1'30"840 | 5       |
| 6                           | 10 | Pierre Gasly       | AlphaTauri-Honda          | 1'31"898    | 1'31"353    | 1'30"868 | 6       |
| 7                           | 16 | Charles Leclerc    | Ferrari                   | 1'32"209    | 1'31"567    | 1'30"987 | 7       |
| 8                           | 4  | Lando Norris       | McLaren-Mercedes          | 1'31"733    | 1'31"542    | 1'31"252 | 8       |
| 9                           | 14 | Fernando Alonso    | Alpine-Renault            | 1'32"158    | 1'31"549    | 1'31"340 | 9       |
| 10                          | 3  | Daniel Ricciardo   | McLaren-Mercedes          | 1'32"181    | 1'31"615    | 1'31"382 | 10      |
| 11                          | 31 | Esteban Ocon       | Alpine-Renault            | 1'32"139    | 1'31"736    | N.D.     | 11      |
| 12                          | 5  | Sebastian Vettel   | Aston Martin-Mercedes     | 1'32"132    | 1'31"767    | N.D.     | 12      |
| 13                          | 99 | Antonio Giovinazzi | Alfa Romeo Racing-Ferrari | 1'32"722    | 1'31"813    | N.D.     | 13      |
| 14                          | 63 | George Russell     | Williams-Mercedes         | 1'33"060    | 1'32"065    | N.D.     | 14      |
| 15                          | 47 | Mick Schumacher    | Haas-Ferrari              | 1'32"942    | senza tempo | N.D.     | 15      |
| 16                          | 6  | Nicholas Latifi    | Williams-Mercedes         | 1'33"062    | N.D.        | N.D.     | 16      |
| 17                          | 7  | Kimi Räikkönen     | Alfa Romeo Racing-Ferrari | 1'33"354    | N.D.        | N.D.     | 17      |
| 18                          | 9  | Nikita Mazepin     | Haas-Ferrari              | 1'33"554    | N.D.        | N.D.     | 18      |
| Tempo limite 107%: 1'37"371 |    |                    |                           |             |             |          |         |
| NQ                          | 18 | Lance Stroll       | Aston Martin-Mercedes     | 2'12"584    | N.D.        | N.D.     | 19      |
| NQ                          | 22 | Yuki Tsunoda       | AlphaTauri-Honda          | senza tempo | N.D.        | N.D.     | PL      |

In grassetto sono indicate le migliori prestazioni in Q1, Q2 e Q3.

## Gara

### Resoconto
Max Verstappen non riesce a tenere il comando della gara alla partenza. Già alla prima curva va lungo e viene passato da Lewis Hamilton. Alle loro spalle c'è Valtteri Bottas che precede Sergio Pérez, Carlos Sainz Jr., Pierre Gasly, Charles Leclerc e Fernando Alonso.
Le posizioni di testa rimangono lo stesse fino al decimo giro, quando le due McLaren passano Alonso. Lo spagnolo cede la posizione anche a Sebastian Vettel, mentre Ricciardo raggiunge e passa Leclerc. Entrambi effettuano il cambio gomme, tra il quattordicesimo e sedicesimo giro. La scelta sembra positiva, visto che Leclerc migliora di molto il suo ritmo.
Al diciassettesimo passaggio si fermano Bottas, Sainz Jr. e Gasly, seguiti, nel giro successivo, da Verstappen e Alonso. Quando Hamilton si ferma, al diciottesimo giro, Verstappen coglie un tempo eccellente e riesce a rientrare in pista davanti al britannico. La classifica è guidata da Pérez, davanti a Verstappen, Hamilton, Bottas, Norris e il duo dell'Aston Martin.
Il messicano resta al comando fino al ventiquattresimo giro, quando entra ai box per il cambio gomme, così come Lando Norris. Pérez rientra in gara quarto, davanti sempre al duo dell'Aston Martin. Nei giri seguenti Hamilton si avvicina a Verstappen, mentre la Ferrari dimostra un forte degrado delle gomme, con Leclerc, che ha già effettuato un pit stop, che cede diverse posizioni, ed esce dalla zona dei punti.
Norris, dopo il cambio gomme, recupera in classifica, riportandosi ottavo, alle spalle di Ricciardo. Al trentaduesimo giro il leader della gara, Verstappen, preoccupato per il degrado degli pneumatici, opta per la seconda sosta. Scala quarto. Due giri dopo Norris passa Ricciardo e anche Stroll, riconquistando la quinta posizione, complice anche il cambio gomme di Vettel.
Verstappen, che ha un ritmo di oltre due secondi più veloce delle Mercedes, passa Pérez al trentacinquesimo giro, poi Bottas al quarantatreesimo passaggio, favorito anche da un'imprecisione del finlandese alla chicane della curva 8. Cinque giri dopo Bottas è costretto a cedere il podio al messicano della Red Bull Racing.
La rimonta di Verstappen si completa al penultimo giro, quando passa Hamilton, senza grossi problemi. Per l'olandese è il tredicesimo successo nel mondiale di Formula 1. Per la decima volta nella storia della categoria e per la sesta volta nell'era turbo-ibrida, iniziata nella stagione 2014, non si sono verificati ritiri. L'ultima volta era accaduto nel Gran Premio d'Austria 2019.
È stato solo uno il tempo cancellato per avere oltrepassato i limiti della pista all'uscita della curva 6 durante la gara. Si è visto cancellare il tempo Antonio Giovinazzi.

### Risultati
I risultati del Gran Premio sono i seguenti:
| Pos | Nº | Pilota             | Costruttore               | Giri | Tempo/Ritiro | Griglia | Punti |
| --- | -- | ------------------ | ------------------------- | ---- | ------------ | ------- | ----- |
| 1   | 33 | Max Verstappen     | Red Bull Racing-Honda     | 53   | 1h27'25"770  | 1       | 26    |
| 2   | 44 | Lewis Hamilton     | Mercedes                  | 53   | +2"904       | 2       | 18    |
| 3   | 11 | Sergio Pérez       | Red Bull Racing-Honda     | 53   | +8"811       | 4       | 15    |
| 4   | 77 | Valtteri Bottas    | Mercedes                  | 53   | +14"618      | 3       | 12    |
| 5   | 4  | Lando Norris       | McLaren-Mercedes          | 53   | +1'04"032    | 8       | 10    |
| 6   | 3  | Daniel Ricciardo   | McLaren-Mercedes          | 53   | +1'15"857    | 10      | 8     |
| 7   | 10 | Pierre Gasly       | AlphaTauri-Honda          | 53   | +1'16"596    | 6       | 6     |
| 8   | 14 | Fernando Alonso    | Alpine-Renault            | 53   | +1'17"695    | 9       | 4     |
| 9   | 5  | Sebastian Vettel   | Aston Martin-Mercedes     | 53   | +1'19"666    | 12      | 2     |
| 10  | 18 | Lance Stroll       | Aston Martin-Mercedes     | 53   | +1'31"946    | 19      | 1     |
| 11  | 55 | Carlos Sainz Jr.   | Ferrari                   | 53   | +1'39"337    | 5       |       |
| 12  | 63 | George Russell     | Williams-Mercedes         | 52   | +1 giro      | 14      |       |
| 13  | 22 | Yuki Tsunoda       | AlphaTauri-Honda          | 52   | +1 giro      | PL      |       |
| 14  | 31 | Esteban Ocon       | Alpine-Renault            | 52   | +1 giro      | 11      |       |
| 15  | 99 | Antonio Giovinazzi | Alfa Romeo Racing-Ferrari | 52   | +1 giro      | 13      |       |
| 16  | 16 | Charles Leclerc    | Ferrari                   | 52   | +1 giro      | 7       |       |
| 17  | 7  | Kimi Räikkönen     | Alfa Romeo Racing-Ferrari | 52   | +1 giro      | 17      |       |
| 18  | 6  | Nicholas Latifi    | Williams-Mercedes         | 52   | +1 giro      | 16      |       |
| 19  | 47 | Mick Schumacher    | Haas-Ferrari              | 52   | +1 giro      | 15      |       |
| 20  | 9  | Nikita Mazepin     | Haas-Ferrari              | 52   | +1 giro      | 18      |       |

Max Verstappen riceve un punto addizionale per avere segnato il giro più veloce della gara.

## Classifiche mondiali

### Piloti
| Pos | Pilota             | Punti |
| --- | ------------------ | ----- |
| 1   | Max Verstappen     | 131   |
| 2   | Lewis Hamilton     | 119   |
| 3   | Sergio Pérez       | 84    |
| 4   | Lando Norris       | 76    |
| 5   | Valtteri Bottas    | 59    |
| 6   | Charles Leclerc    | 52    |
| 7   | Carlos Sainz Jr.   | 42    |
| 8   | Pierre Gasly       | 37    |
| 9   | Daniel Ricciardo   | 34    |
| 10  | Sebastian Vettel   | 30    |
| 11  | Fernando Alonso    | 17    |
| 12  | Esteban Ocon       | 12    |
| 13  | Lance Stroll       | 10    |
| 14  | Yuki Tsunoda       | 8     |
| 15  | Kimi Räikkönen     | 1     |
| 16  | Antonio Giovinazzi | 1     |

### Costruttori
| Pos | Costruttore               | Punti |
| --- | ------------------------- | ----- |
| 1   | Red Bull Racing-Honda     | 215   |
| 2   | Mercedes                  | 178   |
| 3   | McLaren-Mercedes          | 110   |
| 4   | Ferrari                   | 94    |
| 5   | AlphaTauri-Honda          | 45    |
| 6   | Aston Martin-Mercedes     | 40    |
| 7   | Alpine-Renault            | 29    |
| 8   | Alfa Romeo Racing-Ferrari | 2     |